# André Sellier (militaire)
Cet article concerne le militaire. Pour l'historien, voir André Sellier.
Pour l’article ayant un titre homophone, voir André Cellier.
Pour les articles homonymes, voir Sellier.
 (octobre 2019).
André Sellier est un militaire français. Général de corps d'armée, il a été commandant de la force logistique terrestre (CFLT) du 1er août 2008 au 1er août 2009.

## Carrière militaire
- Il prépare le concours d'entrée à Saint-Cyr à la Corniche Mac Mahon du Collège militaire d'Autun (devenu Lycée militaire d'Autun) de 1971 à 1974.
- Ancien élève de l'École spéciale militaire de Saint-Cyr, promotion Lieutenant Darthenay (1974-1976).
- Spécialité : arme du Train.
- Chef de corps du 7e Régiment de commandement et de soutien (7e Bataillon du train désormais).
- Chef du bureau logistique à l’état-major de l’armée de Terre de 2001 à 2003.
- Commandant de la Brigade logistique no 2 de 2003 à 2005.
- Chef d’état-major du général commandant la force logistique terrestre de 2005 à 2008.
- Commandant de la force logistique terrestre de 2008 à 2009 (général de corps d'armée)[1].
- conseiller du Gouvernement pour la défense de 2009 à 2010 (cabinet du ministre)[2].

## Décorations
- Officier de la Légion d'honneur (décret du 1/07/2006)
- Commandeur de l'ordre national du Mérite (décret du 06/11/2009)